# Еманча 1-я
Еманча 1-я — село в Хохольском районе Воронежской области России. 
Входит в состав Хохольского городского поселения.

## География

### Улицы
- ул. Ворошилова
- ул. Заречная
- ул. Краснознаменная
- ул. Ленина
- ул. Муратовка
- ул. Октябрьская
- ул. Правобережная
- ул. Советская
- ул. Центральная

## История
Село названо по реке Еманча. До 1928 года село территориально входило в состав Воронежского уезда Воронежской губернии.

## Население
| 1859 | 2010 | 2012 | 2013 | 2014 | 2015 |
| ---- | ---- | ---- | ---- | ---- | ---- |
| 311  | ↗361 | ↘353 | ↗356 | ↘339 | ↘325 |

## Достопримечательности
В селе находится церковь иконы Божией Матери «Знамение».
Также недалеко от села расположено место, называемое «Каменный лес».